# 圣女贞德街 (鲁昂)

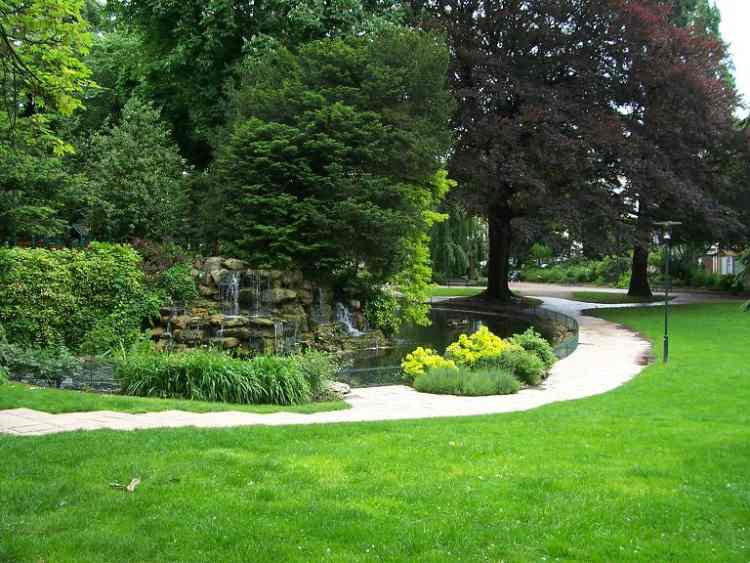
Le square Verdrel

圣女贞德街（Rue Jeanne-d'Arc）是法国鲁昂塞纳河右岸地区的一条干道。它为南北走向，南起圣女贞德桥（pont Jeanne d'Arc），北到鲁昂右岸车站，中间穿过大时钟街以及鲁昂司法宫（Palais de justice de Rouen）所在的福煦广场。

## 历史
圣女贞德街开辟于1860年到1862年，当时名为皇后街。沿街有数座哥特式教堂，包括圣安德肋堂（Église Saint-André，已毁，钟楼保存了下来）、圣马丁堂（Église Saint-Martin-sur-Renelle）和圣若望堂（église Saint-Jean-sur-Renelle，毁于19世纪）。
该街道南部在第二次世界大战中遭轰炸被破坏。

## 建筑
圣味增爵堂遗迹（拆除1944年5月31日）。 
圣安德肋钟楼（Tour Saint-André，16世纪）。
22号，建筑师Émile Janet的石头建筑。（1887年）
23-25号，建筑师查尔斯弗勒里的建筑。（1863年）石由（1863年）
45号，邮政大楼（1938年至1950年）
65号，砖石建筑（1863年）。
66号，石头建筑，门两侧有女像柱（1866年）。.
68号，建筑师Émile Janet的建筑。（1876年）.
89号，約瑟夫·尼塞福爾·涅普斯雕像（约1866）。 
102号，圣女贞德于1430年12月25日至1431年5月30日被囚禁在此，这条街也因此得名。
111号，大都会咖啡馆（Le Métropole），让-保罗·萨特和西蒙·波娃是其常客。